# エリー・スコットニー
エリー・スコットニー（Ellie Scotney、1998年11月28日 - ）は、イングランドのプロボクサー。現WBC・IBF・WBO女子世界スーパーバンタム級統一王者。

## 来歴

### アマチュア時代
アマチュア時代、2017年イングランド選手権で優勝し、2018年世界選手権にも出場した。

### プロ時代
2020年2月、エディー・ハーンのマッチルーム・スポーツと契約。3月28日にロンドンのO2アリーナで行われるジョシュ・ケリー vs ダビッド・アバネシヤンのアンダーカードでプロデビューを予定していた。しかし、新型コロナウイルス感染拡大のためデビュー戦は延期。10月17日に改めてデビュー戦が組まれ判定勝利
2023年6月10日、ウェンブリー・アリーナにてチェルネカ・ジョンソンが持つIBF女子世界スーパーバンタム級王座に挑戦し、3-0判定勝利で世界王座奪取に成功。
2023年9月30日、ウェンブリー・アリーナでローラ・グリファと対戦し、3-0判定勝利で初防衛に成功した。
2024年4月13日、AOアリーナにてWBO女子世界スーパーバンタム級王者セゴレーヌ・ルフェーブルとの王座統一戦およびリングマガジン女子世界同級王座決定戦に臨み、3-0（99-91、97-93、96-94）判定勝利でIBF王座2度目の防衛とWBO王座、リングマガジン王座を獲得、2団体王座統一に成功した。
2025年1月25日、ノッティンガム・アリーナでIBO女子世界スーパーバンタム級王者のメア・モツとIBF・WBO・IBO女子世界同級王座統一戦を行い、3-0判定勝利でIBF王座3度目の防衛とWBO王座初防衛、IBO王座獲得に成功した。
2025年7月11日、ニューヨークのマディソン・スクエア・ガーデンでWBC女子世界スーパーバンタム級王者のヤミレス・メルカドとWBC・IBF・WBO・IBO女子世界同級王座統一戦を行い、10回3-0（100-90、98-92×2）判定勝ちを収めIBF王座4度目の防衛とWBO王座2度目の防衛、IBO王座初防衛に成功しWBC王座獲得にも成功、3団体王座統一を果たした。

## 戦績
- アマチュア：
- プロボクシング：11戦 11勝（0KO）無敗

| 戦           | 日付           | 勝敗 | 時間 | 内容    | 対戦相手                   | 国籍                            | 備考 |
| ------------ | -------------- | ---- | ---- | ------- | -------------------------- | ------------------------------- | --- |
| 1            | 2020年12月19日 | ☆    | 6R   | 判定    | Bec Connolly               | イギリス                        | プロデビュー戦 |
| 2            | 2021年3月20日  | ☆    | 6R   | 判定    | Mailys Gangloff            | フランス                        | |
| 3            | 2021年10月30日 | ☆    | 8R   | 判定    | エバ・カントス             | スペイン                        | |
| 4            | 2022年2月12日  | ☆    | 10R  | 判定3-0 | ホルヘリナ・グアニーニ     | アルゼンチン                    | WBA女子インターコンチネンタルスーパーバンタム級王座決定戦                                                                             |
| 5            | 2022年5月21日  | ☆    | 10R  | 判定3-0 | マリア・セシリア・ローマン | アルゼンチン                    | WBA女子インターコンチネンタル防衛1 |
| 6            | 2022年10月29日 | ☆    | 10R  | 判定3-0 | メアリー・ロメロ           | スペイン                        | EBU女子スーパーバンタム級タイトルマッチ                                                                                               |
| 7            | 2023年6月10日  | ☆    | 10R  | 判定3-0 | チェルネカ・ジョンソン     | ニュージーランド オーストラリア | IBF女子世界スーパーバンタム級タイトルマッチ                                                                                           |
| 8            | 2023年9月30日  | ☆    | 10R  | 判定3-0 | ローラ・グリファ           | アルゼンチン                    | IBF防衛1 |
| 9            | 2024年4月13日  | ☆    | 10R  | 判定3-0 | セゴレーヌ・ルフェーブル   | フランス                        | IBF・WBO女子世界スーパーバンタム級王座統一戦 リングマガジン女子世界スーパーバンタム級王座決定戦 IBF防衛2・WBO・リングマガジン王座獲得 |
| 10           | 2025年1月26日  | ☆    | 10R  | 判定3-0 | メア・モツ                 | ニュージーランド                | IBF・WBO・IBO女子世界スーパーバンタム級王座統一戦 IBF防衛3・WBO防衛1・IBO獲得                                                         |
| 11           | 2025年7月11日  | ☆    | 10R  | 判定3-0 | ヤミレス・メルカド         | メキシコ                        | WBC・IBF・WBO・IBO女子世界スーパーバンタム級王座統一戦 WBC獲得・IBF防衛4・WBO防衛2・IBO防衛1                                          |
| テンプレート |                |      |      |         |                            |                                 | |

## 獲得タイトル
- WBA女子インターコンチネンタルスーパーバンタム級王座
- EBU女子スーパーバンタム級王座
- IBF女子世界スーパーバンタム級王座（防衛4）
- WBO女子世界スーパーバンタム級王座（防衛2）
- 初代リングマガジン女子世界スーパーバンタム級王座
- IBO女子世界スーパーバンタム級王座
- WBC女子世界スーパーバンタム級王座（防衛0）